# Grammopsis simoni
Grammopsis simoni är en skalbaggsart som först beskrevs av Auguste Lameere 1893.  Grammopsis simoni ingår i släktet Grammopsis och familjen långhorningar.
Artens utbredningsområde är Venezuela. Inga underarter finns listade i Catalogue of Life.